# ۲۹۳۰ اوریپید
سیارک ۲۹۳۰ (به انگلیسی: 2930 Euripides، نامگذاری:6554P-L) دو هزار و نهصد و سیمین سیارک کشف شده‌است که در ۲۴ سپتامبر ۱۹۶۰ کشف شد.
قدر مطلق سیارک برابر ۱۲٫۴۰ است.